# دهستان سگزآباد
دهستان سگزآباد نام دهستانی در بخش مرکزی شهرستان بوئین‌زهرا، استان قزوین در ایران است. براساس سرشماری مرکز آمار ایران در سال ۱۳۸۵، جمعیت آن ۵٬۶۷۲ نفر (۱٬۴۶۱  خانوار) بوده‌است.